# Bernardus Hendrikus Stolte
Bernardus Hendrikus Stolte (kurz B. H. Stolte, Ben Stolte) (* 25. Oktober 1912 in Magelang auf Java; † 19. Juni 1985 in Beek-Ubbergen bei Nijmegen) war ein niederländischer Althistoriker und Altphilologe. Er war Professor an der Universität Nijmegen.
Stolte forschte insbesondere zur provinzal-römischen Geschichte und Kultur der niederrheinischen Region der Germania inferior und zur ältesten niederländischen Landesgeschichte. Zudem erlernte er im Selbststudium germanische Philologien wie die Gotische Sprache.